# Wersestadion
Das Wersestadion ist ein Fußballstadion in der nordrhein-westfälischen Stadt Ahlen. Es ist die Heimspielstätte des Fußballvereins Rot Weiss Ahlen und liegt direkt am Fluss Werse, nach dem es benannt ist.

## Geschichte
Ende der 1940er Jahre wurde in der Nähe der Ahlener Zechenkolonie für den TuS Ahlen 45 e. V. die Glückaufkampfbahn errichtet. Nach dem Aufstieg von TuS Ahlen 1996 in die Regionalliga West fusionierte der Verein mit Blau-Weiß Ahlen zum LR Ahlen (jetzt Rot Weiss Ahlen). Das, zu diesem Zeitpunkt, in die Jahre gekommene und teils marode Stadion wurde umgebaut und erweitert. Seit der Wiedereröffnung 1997 trägt es den neuen Namen Wersestadion.
Neben den Ligaspielen von Rot Weiss Ahlen werden im Wersestadion auch regelmäßig Länderspiele der U-19-, U-20- und U-21-Nationalmannschaften ausgetragen.
Mit Wirkung vom 20. Oktober 2011 ging das Wersestadion per Heimfallregelung in das Eigentum der Stadt Ahlen über.

## Ausstattung
Das Stadion hat nach dem Ausbau etwa 12.500 Plätze, davon 3000 Sitzplätze. Von diesen befinden sich 2000 auf der überdachten Haupttribüne und ca. 1000 im Oberrang der Südtribüne. Von den Stehplätzen sind ca. 6000 überdacht. Es ist eine fernsehtaugliche Flutlichtanlage vorhanden. Die Auswärtsfans werden nun hinter dem Tor untergebracht und nicht auf der überdachten Gegengerade. Zur Saison 2008/09 wurde eine Rasenheizung verlegt, die 300.000 Euro kostete. Zu Beginn der Saison 2009/10 wurde die Südtribüne um 1000 Sitzplätze erweitert und überdacht. Die Einweihung erfolgte am 19. September 2009. Die zunächst für 2010 geplante Erweiterung der Nordtribüne wurde nach dem Abstieg des Vereins in die 3. Liga aus finanziellen Gründen verworfen.